# Ljungan
Ljungan est un fleuve du centre de la Suède.

## Géographie
Ljungan prend sa source dans les montagnes appelées Helagsfjället dans la province de Härjedalen, se dirige vers l'est dans la province de Jämtland puis dans la province de Medelpad, pour se jeter dans la mer Baltique près de Sundsvall.

## Hydrologie

### Principaux affluents
- Gimån

## Production hydroélectrique
De nombreux barrages sont construits sur Ljungan.

## Sources
- (sv) Données sur la longueur des fleuves de Suède
- (sv) Données sur le débit des fleuves de Suède